# Johan Jacobsz. Baert
Johan Jacobsz. Baert (Alkmaar, 1 april 1651 - aldaar, 15 september 1721) was burgemeester van de Noord-Hollandse plaats Alkmaar.

## Levensloop
Johan Baert werd op 1 april 1651 geboren te Alkmaar in de toenmalige Republiek der Zeven Verenigde Nederlanden als het laatste kind van 12 kinderen en zesde zoon van Jacob Cornelisz. Baert (1612-1668), thesaurier, notaris, vroedschap, schepen en burgemeester te Alkmaar en Catharina Willemsdr. Kessel (1614-1677), dochter van Willem Willemsz Kessel (ca. 1585-1645), lid van de Alkmaarse Vroedschap en Schepen van Alkmaar, en Guijrtgen Adriaensdr (ovl. 1656).
Johan huwde op 8 september 1676 te 's-Gravenhage met Catharina Jacob (1653-1715), dochter van Daniel Jacob en Maria van Wouw. Zij kregen 9 kinderen, 5 zonen en 4 dochters. De oudste dochter, Catharina Johanna Baert is in Alkmaar bekend vanwege haar schenking van het avondmaalzilver aan de Grote Kerk van Alkmaar. 4 zonen zijn min of meer in de voetsporen van hun vader getreden.
In 1703 is zijn wapen, gezamenlijk met dat van Gerard van Egmond van de Nijenburg naast dat van Josina van de Nijenburg aangebracht op de voorzijde van het balkon bij het Van Covelens-orgel (afbeelding)in de noorderkooromgang van de Grote of Sint-Laurenskerk (Alkmaar).
In 1705-1706 werd zijn wapen aangebracht in een glas-in-loodraam van de Alkmaarse Kapelkerk.
Johan Baert overleed in 1721. Hij werd op 20 september 1721 begraven in de Grote Kerk van Alkmaar.

## Loopbaan
Gedurende zijn leven heeft Johan Baert een diversiteit aan functies bekleed in en om Alkmaar:
- 1674 - 1684: Secretaris van Alkmaar
- 1686 - 1721: Lid van de Vroedschap Alkmaar
- 1687 - 1688: Schepen van Alkmaar
- 1692 - 1694: Namens Alkmaar gecommitteerde Rekenkamer ter Auditie van Holland in het Noorderkwartier (1590-1752)
- 1696 - 1709: Burgemeester van Alkmaar
- 1697 - 1698: Namens Holland en Alkmaar gecommitteerde Admiraliteit in het Noorderkwartier (1589-1795)
- 1712 - 1713: Schout en Hoofdofficier te Alkmaar
- Vanaf 1713 : Namens Holland en Alkmaar gecommitteerde Raad van State
- 1713 - 1715: Namens Alkmaar Lid Gecommitteerde Raden van Holland in het Noorderkwartier (1573-1795)

Andere functies die Johan Baert heeft bekleed maar waarvan de periode niet volledig duidelijk is:
- Hoofdingeland en Heemraad van de Schermer
- Hoofdingeland en Kerkmeester Wieringerwaard
- Hoofdingeland van de Heer Hugowaard
- Penningmeester van de Schermer
- Rentmeester en Secretaris van de Uitwaterende Sluizen